# Biblioteca Digital para a Literatura Neerlandesa
A Biblioteca Digital para a Literatura Neerlandesa (neerlandês: Bilderrahmen Bibliotheek voor de Nederlandse Letteren ou DBNL) é um website (mostrando a abreviatura como dbnl) sobre a língua neerlandesa e literatura dos Países Baixos. O website contém milhares de textos literários, literatura secundária e informações adicionais, como biografias, retratos etc, e hiperlinks. O DBNL é uma iniciativa da fundação DBNL, que foi fundada em 1999 pela Sociedade holandesa de Literatura (holandês: Maatschappij der Nederlandse Letterkunde). A construção do DNBL foi possível através de doações, entre outros, da Organização holandesa para a Pesquisa Científica (holandês: Nederlandse Organisatie voor Wetenschappelijk Onderzoek) e o Nederlandse Taalunie. De 2008 a 2012, o editor foi René van Stipriaan. O trabalho é feito por 8 pessoas em Leiden (como os de 2013: Haia), 20 alunos, e 50 pessoas nas Filipinas a digitalizar os textos.

## Biblioteca básica: 1.000 textos-chave
O DBNL contém (ou irá conter em um futuro próximo), o assim chamado "biblioteca básica" (neerlandês: "basisbibliotheek") 1,000 textos considerados "chave" da história cultural  holandesa e flamenga. O presidente da comissão que selecionou os mil textos chave é Paulo Schnabel; no entanto, alguns textos clássicos da literatura neerlandesa, como o romance de Gerard Reve de 1947 A noite (holandês: De avonden) e o romance de Frederik Willem Hermans' de 1966 Além do Sono (neerlandês: Nooit meer slapen) estão ausentes devido a motivos de direitos autorais.